# 保罗·埃鲁
保罗·埃鲁（法語：Paul Louis Toussaint Héroult，1863年4月10日—1914年5月9日）是一位法国化学家。
保罗·埃鲁是一个制革工人的儿子，在16岁时就阅读了当时正在卡昂访问的德维尔于1854年在巴黎完成的著作《铝及其性质..》(De l'aluminium, ses propriétés ..)。德维尔在1854年首次制得铝，但德维尔的制铝方法非常昂贵。从此埃鲁便有了降低制铝成本的想法。
埃鲁从巴黎的圣巴比学院（Collège Sainte-Barbe）毕业后回到了卡昂帮助父亲照顾皮革工厂的生意。同时开始进行制铝方法的研究。在1886年4月23日他的第一个专利得到了批准：熔融电解法制铝。美国化学家查尔斯·马丁·霍尔独立的在美国几乎与埃鲁同时发现了这个方法，这个方法最终被命名为霍尔-埃鲁法。
1887年初埃鲁申请得到阿尔弗雷德·佩希内（Alfred Rangod Pechiney）的资助。当时佩希内工厂还在使用德维尔造价昂贵的方法制铝并催促埃鲁尽快改进他的熔融电解法，以至于埃鲁并没有机会制出高纯度的铝。
因此，埃鲁联系了他在瑞士订购小型动力器材的奥尔里肯机械厂（Maschinenfabrik Oerlikon）。1887年初埃鲁到苏黎世的奥尔里肯机械厂任职，收到了该公司的彼得·埃米尔·胡伯·维尔特米勒的鼓励并立刻拿出了他的专利和想法，力图在瑞士能够实现工业生产。
1887年，为实现埃鲁制铝法的瑞士冶金公司成立。 埃鲁任技术总监并在1888年赴美国与查尔斯·马丁·霍尔争夺熔融电解制铝法的专利。埃鲁旅美期间，瑞士的工厂试产成功，并于1888年11月18日成立了铝业股份公司（AIAG）专门用埃鲁熔融电解法大规模工业生产铝。AIAG是阿鲁苏伊萨公司（Alusuisse）的前身。Alusuisse於2000年被併入加拿大鋁業集團(Alcan)